# Major League Soccer 1998
La temporada 1998 de la Major League Soccer fue la tercera edición de la primera división del fútbol de los Estados Unidos. El campeón fue el Chicago Fire que logró su primera MLS Cup derrotando en la final ante el D.C. United por 2-0.

## Cambios
- Chicago Fire y Miami Fusion fueron inscritos a la liga como equipos de expansión.[1]
- NY/NJ MetroStars cambiaron su nombre a MetroStars.

## Tabla de posiciones

### Conferencia Este
| Pos. | Equipos                | PJ | G  | Pen. | P  | GF | GC | Dif. | Pts. |
| ---- | ---------------------- | -- | -- | ---- | -- | -- | -- | ---- | ---- |
| 1    | D.C. United            | 32 | 24 | <7   | 8  | 74 | 48 | +26  | 58   |
| 2    | Columbus Crew          | 32 | 15 | <0   | 17 | 67 | 56 | +11  | 45   |
| 3    | MetroStars             | 32 | 15 | <3   | 17 | 54 | 63 | -9   | 39   |
| 4    | Miami Fusion           | 32 | 15 | <5   | 17 | 46 | 68 | -22  | 35   |
| 5    | Tampa Bay Mutiny       | 32 | 12 | <1   | 20 | 46 | 57 | -11  | 34   |
| 6    | New England Revolution | 32 | 11 | <2   | 21 | 53 | 66 | -13  | 29   |

     Clasifica a los playoffs. 

### Conferencia Oeste
| Pos. | Equipos             | PJ | G  | Pen. | P  | GF | GC | Dif. | Pts. |
| ---- | ------------------- | -- | -- | ---- | -- | -- | -- | ---- | ---- |
| 1    | Los Angeles Galaxy  | 32 | 22 | <2   | 8  | 85 | 44 | +41  | 68   |
| 2    | Chicago Fire        | 32 | 20 | <2   | 12 | 62 | 45 | +17  | 56   |
| 3    | Colorado Rapids     | 32 | 16 | <2   | 16 | 62 | 69 | -7   | 44   |
| 4    | Dallas Burn         | 32 | 15 | <4   | 17 | 43 | 59 | -16  | 37   |
| 5    | San Jose Clash      | 32 | 13 | <3   | 19 | 48 | 60 | -12  | 33   |
| 6    | Kansas City Wizards | 32 | 12 | <2   | 20 | 45 | 50 | -5   | 32   |

     Clasifica a los playoffs.

### Tabla General
| Pos. | Equipos                | PJ | G  | Pen. | P  | GF | GC | Dif. | Pts. |
| ---- | ---------------------- | -- | -- | ---- | -- | -- | -- | ---- | ---- |
| 1    | Los Angeles Galaxy     | 32 | 24 | <2   | 8  | 85 | 44 | +41  | 68   |
| 2    | D.C. United            | 32 | 24 | <7   | 8  | 74 | 48 | +26  | 58   |
| 3    | Chicago Fire           | 32 | 20 | <2   | 12 | 62 | 45 | +17  | 56   |
| 4    | Columbus Crew          | 32 | 15 | <0   | 17 | 67 | 56 | +11  | 45   |
| 5    | Colorado Rapids        | 32 | 16 | <2   | 16 | 62 | 69 | -7   | 44   |
| 6    | MetroStars             | 32 | 15 | <3   | 17 | 54 | 63 | -9   | 39   |
| 7    | Dallas Burn            | 32 | 15 | <4   | 17 | 43 | 59 | -16  | 37   |
| 8    | Miami Fusion           | 32 | 15 | <5   | 17 | 46 | 68 | -22  | 35   |
| 9    | Tampa Bay Mutiny       | 32 | 12 | <1   | 20 | 46 | 57 | -11  | 34   |
| 10   | San Jose Clash         | 32 | 13 | <3   | 19 | 48 | 60 | -12  | 33   |
| 11   | Kansas City Wizards    | 32 | 12 | <2   | 20 | 45 | 50 | -5   | 32   |
| 12   | New England Revolution | 32 | 11 | <2   | 21 | 53 | 66 | -13  | 29   |

     MLS Supporters' Shield, Play-offs.

     Play-offs.

## Postemporada
|  | Semifinales de conferencia | Semifinales de conferencia | Semifinales de conferencia | Semifinales de conferencia | Semifinales de conferencia |       |    | Finales de conferencia | Finales de conferencia | Finales de conferencia | Finales de conferencia | Finales de conferencia |  |   | MLS Cup     | MLS Cup | MLS Cup | MLS Cup | MLS Cup |  |
|  |                            |                            |                            |                            |                            |       |    |                        |                        |                        |                        |                        |  |   |             |         |         |         |         |  |
|  |                            |                            |                            |                            |                            |       |    |                        |                        |                        |                        |                        |  |   |             |         |         |         |         |  |
|  | E1                         | D.C. United                | 2                          | 0 (3)                      | -                          |       |    |                        |                        |                        |                        |                        |  |   |             |         |         |         |         |  |
|  | E1                         | D.C. United                | 2                          | 0 (3)                      | -                          |       |    |                        |                        |                        |                        |                        |  |   |             |         |         |         |         |  |
|  | E4                         | Miami Fusion               | 1                          | 0 (2)                      | -                          |       |    |                        |                        |                        |                        |                        |  |   |             |         |         |         |         |  |
|  | E4                         | Miami Fusion               | 1                          | 0 (2)                      | -                          |       | E1 | D.C. United            | 2                      | 2                      | 3                      |                        |  |   |             |         |         |         |         |  |
|  | Conferencia Este           |                            |                            |                            |                            |       | E1 | D.C. United            | 2                      | 2                      | 3                      |                        |  |   |             |         |         |         |         |  |
|  |                            |                            | E2                         | Columbus Crew              | 0                          | 4     | 0  |                        |                        |                        |                        |                        |  |   |             |         |         |         |         |  |
|  | E2                         | Columbus Crew              | E2                         | Columbus Crew              | 0                          | 4     | 0  | 5                      | 1 (3)                  | -                      |                        |                        |  |   |             |         |         |         |         |  |
|  | E2                         | Columbus Crew              |                            |                            |                            |       |    |                        |                        | -                      |                        |                        |  |   |             |         |         |         |         |  |
|  | E3                         | MetroStars                 | 3                          | 1 (2)                      | -                          |       |    |                        |                        |                        |                        |                        |  |   |             |         |         |         |         |  |
|  | E3                         | MetroStars                 | 3                          | 1 (2)                      | -                          |       |    |                        |                        |                        |                        |                        |  | E | D.C. United | -       | -       | 0       |         |  |
|  |                            |                            |                            |                            |                            |       |    |                        |                        |                        |                        |                        |  | E | D.C. United | -       | -       | 0       |         |  |
|  |                            |                            | O                          | Chicago Fire               | -                          | -     | 2  |                        |                        |                        |                        |                        |  |   |             |         |         |         |         |  |
|  | O1                         | Los Angeles Galaxy         | O                          | Chicago Fire               | -                          | -     | 2  | 6                      | 3                      | -                      |                        |                        |  |   |             |         |         |         |         |  |
|  | O1                         | Los Angeles Galaxy         |                            |                            |                            |       |    |                        |                        | -                      |                        |                        |  |   |             |         |         |         |         |  |
|  | O4                         | Dallas Burn                | 1                          | 2                          | -                          |       |    |                        |                        |                        |                        |                        |  |   |             |         |         |         |         |  |
|  | O4                         | Dallas Burn                | 1                          | 2                          | -                          |       | O1 | Los Angeles Galaxy     | 0                      | 1 (1)                  | -                      |                        |  |   |             |         |         |         |         |  |
|  | Conferencia Oeste          |                            |                            |                            |                            |       | O1 | Los Angeles Galaxy     | 0                      | 1 (1)                  | -                      |                        |  |   |             |         |         |         |         |  |
|  |                            |                            | O2                         | Chicago Fire               | 1                          | 1 (2) | -  |                        |                        |                        |                        |                        |  |   |             |         |         |         |         |  |
|  | O2                         | Chicago Fire               | O2                         | Chicago Fire               | 1                          | 1 (2) | -  | 2                      | 1                      | -                      |                        |                        |  |   |             |         |         |         |         |  |
|  | O2                         | Chicago Fire               |                            |                            |                            |       |    |                        |                        | -                      |                        |                        |  |   |             |         |         |         |         |  |
|  | O3                         | Colorado Rapids            | 1                          | 0                          | -                          |       |    |                        |                        |                        |                        |                        |  |   |             |         |         |         |         |  |
|  | O3                         | Colorado Rapids            | 1                          | 0                          | -                          |       |    |                        |                        |                        |                        |                        |  |   |             |         |         |         |         |  |
|  |                            |                            |                            |                            |                            |       |    |                        |                        |                        |                        |                        |  |   |             |         |         |         |         |  |

### MLS Cup '98
| 25 de octubre de 1998 | D.C. United | 0:2 (0:2) | Chicago Fire                  | Estadio Rose Bowl, Pasadena, California                 |                                                         |
|                       |             |           | Podbrożny 29' · Gutiérrez 45' | Asistencia: 51.350 espectadores Árbitro(s): Kevin Terry | Asistencia: 51.350 espectadores Árbitro(s): Kevin Terry |

|                                 |
| Bandera de Illinois             |
| Campeón Chicago Fire 1.° título |

## Goleadores
| Jugador             | Equipo                 | Goles |
| ------------------- | ---------------------- | ----- |
| Stern John          | Columbus Crew          | 26    |
| Cobi Jones          | Los Angeles Galaxy     | 19    |
| Roy Lassiter        | D.C. United            | 18    |
| Raúl Díaz Arce      | New England Revolution | 18    |
| Welton              | Tampa Bay Mutiny       | 17    |
| Jaime Moreno        | D.C. United            | 16    |
| Giovanni Savarese   | MetroStars             | 14    |
| Wolde Harris        | Colorado Rapids        | 13    |
| Mauricio Cienfuegos | Los Angeles Galaxy     | 13    |
| Ronald Cerritos     | San Jose Clash         | 13    |

## Premios y reconocimientos

### Jugador de la semana
| Semana    | Futbolista        | Equipo              |
| --------- | ----------------- | ------------------- |
| Semana 1  | Cobi Jones        | Los Angeles Galaxy  |
| Semana 2  | Cobi Jones        | Los Angeles Galaxy  |
| Semana 3  | Frank Klopas      | Chicago Fire        |
| Semana 4  | Jason Farrell     | Columbus Crew       |
| Semana 5  | Stern John        | Columbus Crew       |
| Semana 6  | Paul Bravo        | Colorado Rapids     |
| Semana 7  | Tony Meola        | MetroStars          |
| Semana 8  | Cobi Jones        | Los Angeles Galaxy  |
| Semana 9  | Vitalis Takawira  | Kansas City Wizards |
| Semana 10 | Piotr Nowak       | Chicago Fire        |
| Semana 11 | Stern John        | Columbus Crew       |
| Semana 12 | Jerzy Podbrożny   | Chicago Fire        |
| Semana 13 | Zach Thornton     | Chicago Fire        |
| Semana 14 | Roman Kosecki     | Chicago Fire        |
| Semana 15 | Luboš Kubík       | Chicago Fire        |
| Semana 16 | John Harkes       | D.C. United         |
| Semana 17 | Roy Lassiter      | D.C. United         |
| Semana 18 | Marco Etcheverry  | D.C. United         |
| Semana 19 | Cobi Jones        | Los Angeles Galaxy  |
| Semana 20 | Stern John        | Columbus Crew       |
| Semana 21 | Cobi Jones        | Los Angeles Galaxy  |
| Semana 22 | Diego Serna       | Miami Fusion        |
| Semana 23 | Carlos Hermosillo | Los Angeles Galaxy  |
| Semana 24 | Josh Wolff        | Chicago Fire        |
| Semana 25 | Diego Serna       | Miami Fusion        |

### Jugador del mes
| Mes        | Futbolista     | Equipo             |
| ---------- | -------------- | ------------------ |
| Marzo      | Cobi Jones     | Los Angeles Galaxy |
| Abril      | Juergen Sommer | Columbus Crew      |
| Mayo       | Piotr Nowak    | Chicago Fire       |
| Junio      | Ross Paule     | Colorado Rapids    |
| Julio      | Roy Lassiter   | D.C. United        |
| Agosto     | Stern John     | Columbus Crew      |
| Septiembre | Diego Serna    | Miami Fusion       |

### Equipo ideal de la temporada
| Pos. | Futbolista          | Equipo             |
| ---- | ------------------- | ------------------ |
| POR  | Zach Thornton       | Chicago Fire       |
| DEF  | Thomas Dooley       | Columbus Crew      |
| DEF  | Robin Fraser        | Los Angeles Galaxy |
| DEF  | Luboš Kubík         | Chicago Fire       |
| DEF  | Eddie Pope          | D.C. United        |
| MED  | Chris Armas         | Chicago Fire       |
| MED  | Mauricio Cienfuegos | Los Angeles Galaxy |
| MED  | Marco Etcheverry    | D.C. United        |
| MED  | Piotr Nowak         | Chicago Fire       |
| DEL  | Stern John          | Columbus Crew      |
| DEL  | Cobi Jones          | Los Angeles Galaxy |

### Reconocimientos individuales
| Premio              | Ganador          | Equipo         |
| ------------------- | ---------------- | -------------- |
| Jugador Más Valioso | Marco Etcheverry | D.C. United    |
| Bota de Oro         | Stern John       | Columbus Crew  |
| Entrenador del año  | Bob Bradley      | Chicago Fire   |
| Portero del año     | Zach Thornton    | Chicago Fire   |
| Defensa del año     | Luboš Kubík      | Chicago Fire   |
| Novato del año      | Ben Olsen        | D.C. United    |
| Gol del año         | Brian McBride    | Columbus Crew  |
| Fair Play           | Thomas Dooley    | Columbus Crew  |
| Árbitro del año     | Paul Tamberino   | Paul Tamberino |